# Гори Тюґоку
Гори Тюґоку (яп. 中国山地, Chūgoku Sanchi) — гірська система на південному заході Японії що тягнеться на 300 кілометрів до Тихого океану. Найвища точка — вулканічна гора Дайсен (1729 км.).
17 гір у системі мають висоту понад 1000 метрів та ще 5 — понад сімсот.
Найбільша водойма — річка Сендай (52 кілометри). Гори є важливим сполучником річок острова Хонсю (Тензін, Хіно) та Японського моря.
В горах Тюґоку дуже поширений гранітний камінь.